# Wladimir Michailowitsch Assejew
Wladimir Michailowitsch Assejew (russisch Владимир Михайлович Асеев; * 19. Juni 1951 in Plotnikowo, Oblast Kemerowo) ist ein russischer Politiker der Partei Einiges Russland. Er ist seit 2002 Abgeordneter in der Duma.

## Biographie
Assejew schloss 1974 ein Studium des Bauingenieurwesens an der Sibirischen Staatlichen Transportuniversität ab. Von 1983 bis 1987 war er als Chefingenieur einer Bauabteilung in Langepas in der Oblast Tjumen tätig.
Zwischen 1987 und 1991 war Assejew zunächst stellvertretender Vorsitzender, anschließend Vorsitzender des Exekutivausschusses des Volksdeputiertenrates der Stadt Langepas. Von 1991 bis 1996 war er Bürgermeister von Langepas, danach bis 2000 Leiter der Stadtverwaltung.
In den Jahren 2000 bis 2002 bekleidete Assejew den Posten des ersten stellvertretenden Regierungsvorsitzenden des Autonomen Kreises der Chanten und Mansen.